# Mónica del Raval (película)
Mónica del Raval es un largometraje documental español de 2009 dirigido por el director catalán Francesc Betriu.

## Argumento
Mónica del Raval se mueve entre el cine documental y la creación que presenta el autorretrato de una mujer originaria de La Mancha, que llega a Barcelona hace 20 años y que, durante todo ese tiempo ejerce la prostitución callejera en el barcelonés barrio de El Raval.

## Reparto
- Mónica Coronado
- Mariona Millà
- Carles Rexach

## Producción
En una escena del documental, la pintora Mariona Millà realiza un retrato a Mónica del Raval. El cuadro aparece en el cartel anunciador de la película.